# Félines-Minervois
Félines-Minervois település Franciaországban, Hérault megyében. Lakosainak száma 505 fő (2022. január 1.). Félines-Minervois Caunes-Minervois, Citou, Lespinassière, Peyriac-Minervois, Trausse, Cassagnoles és La Livinière községekkel határos.

## Népesség
A település népességének változása:
| Lakosok száma | 530  | 428  | 394  | 371  | 457  | 468  | 478  | 473  | 484  | 505  |
|               | 1968 | 1982 | 1990 | 2006 | 2013 | 2015 | 2017 | 2019 | 2020 | 2022 |